# Mostkov
Mostkov (německy Moskelle) je vesnice, část obce Oskava v okrese Šumperk. Nachází se asi 2 km na jih od Oskavy. V roce 2009 zde bylo evidováno 131 adres. V roce 2001 zde trvale žilo 251 obyvatel.
Mostkov je také název katastrálního území o rozloze 4,54 km2.